# Honda G-CON
G-Force Control (сокр. G-Con) — внутренний стандарт пассивной безопасности японской компании Honda Motor Co. Стандарты, включённые в G-Con, постоянно обновляются для сравнения со многими из самых строгих в мире правил безопасности при авариях, а также с данными, собранными из реальных несчастных случаев. Цель G-Con — контроль энергии удара (G-force) при столкновении и снижение травматизма пассажиров автомобиля.

## Предыстория
Стандарт G-Con впервые был анонсирован в 1998 году. С тех пор все автомобили Honda, разработанные на новой платформе, разработаны с использованием технологии G-Con. G-CON — часть более широкой концепции передовых технологий Honda.

## Стандарты тестирования
Тест G-Con включает в себя следующие опции:
1. 55 км/ч при полном лобовом столкновении
2. Лобовое столкновение со скоростью 64 км/ч
3. Боковое столкновение со скоростью 55 км/ч
4. Наезд сзади на 50 км/ч

Область применения теста G-Con охватывает более широкий диапазон, чем законодательные требования многих стран. Например, тест NHTSA в США охватывает только полное лобовое столкновение, но не проверяет транспортные средства на противодействии смещённому деформируемому фронтальному барьеру. Тесты на лобовое смещение являются лучшим представлением некоторых реальных столкновений, потому что они имитируют инстинктивную реакцию водителя на отклонение от препятствия, чтобы избежать аварии. Испытания на заднее столкновение не являются обязательным требованием ни на одном крупном автомобильном рынке. Комитет Euro NCAP ещё не включил заднее столкновение, хотя это планируется в будущем. Тем не менее, G-Con покрывает испытание на удар бокового столба и столкновения с младенцами.
Стандарт G-Con фокусируется на аспектах пассивной безопасности. В общей философии безопасности автомобиля компоненты активной безопасности важнее пассивной.

## Дальнейшие разработки
Большинство краш-тестов проводятся в контролируемой лабораторной среде на фоне статичных объектов, поэтому многие переменные, влияющие на реальные характеристики автомобиля при столкновении, не оцениваются. Одной из основных проблем при столкновениях в реальном мире является огромная разница между массой, размерами и типами кузова различных транспортных средств на дороге. При столкновении транспортных средств разных масс и размеров функций пассивной безопасности краш-тесты могут не работать должным образом. Различия в конструкции транспортных средств могут привести к тому, что сталкивающиеся транспортные средства будут недокачиваться или перекрываться, ограничивая возможности рам транспортного средства для надлежащего поглощения/рассеивания энергии удара. Также это происходит при столкновении малоразмерного хэтчбека и полноразмерного седана/внедорожника. Даже при столкновении между двумя одинаковыми моделями транспортных средств разница в их клиренсе из-за количества пассажиров в салоне/фактической массы достаточна для того, чтобы два участника аварии оказались не в одной линии друг с другом (что приводит к неправильной езде).
В 2000 году компания Honda построила первый в мире крытый центр всенаправленных краш-тестов «автомобиль-автомобиль» в своём научно-исследовательском центре в Тотиги. Это позволяет производителю моделировать столкновения между несколькими автомобилями любого типа кузова с любого направления. Благодаря результатам испытаний, проведённых на этом объекте, компания Honda смогла развить свою технологию G-Con, включив в неё термин Advance Compatibility Engineering для кузова, совместимого с столкновением.
JDM Honda Life (2003) — первый автомобиль Honda, разработанный с ACE — кузовом, совместимым с столкновением. Кей-кар спроектирован так, чтобы выдерживать столкновение с 2-тонным седаном Honda Legend (Acura RL). Все модели Honda, разработанные на новой платформе, оснащаются кузовом, совместимым с авариями.
Усовершенствованная система G-Con включает в себя безопасность пешеходов.